# Mnichowy Komin
Mnichowy Komin – jaskinia w Dolinie Rybiego Potoku w Tatrach Wysokich. Wejście do niej znajduje się w środkowej części wschodniej ściany Mnicha, w pobliżu jaskiń: Studnia przy Mnichowym Kominie, Studnia w Mnichu i Jaskinia przy Studni w Mnichu, na wysokości 1900 metrów n.p.m. Długość jaskini wynosi 9 metrów, a jej deniwelacja 7 metrów.

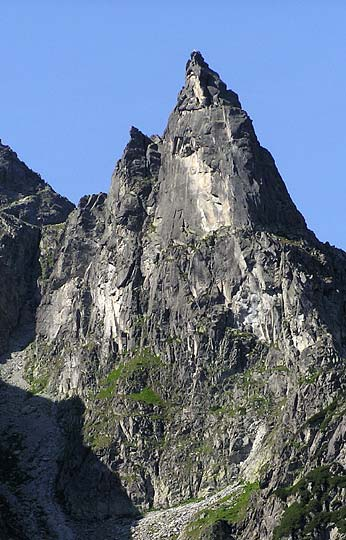
Wschodnia ściana Mnicha

## Opis jaskini
Jaskinię stanowi niewielka sala zaczynająca się za obszernym otworem wejściowym, która jest podstawą 7-metrowego komina. W dolnej części komin jest częściowo przedzielony skalną płytą. Kończy się zaklinowanymi kamieniami przez które widać światło dzienne.

## Przyroda
W jaskini brak jest nacieków. Ściany są suche, w pobliżu otworu rosną na nich mchy i porosty.

## Historia odkryć
Jaskinia znajduje się przy znanej drodze wspinaczkowej (m.in. z trudnego wariantu R) i dlatego jej otwór był znany taternikom wspinających się w latach dwudziestych i trzydziestych na wschodniej ścianie Mnicha. Opis i plan jaskini został sporządzony dopiero w 2000 roku.